# Bill Downey
William Kavanaugh Downey, detto Bill (Milwaukee, 11 novembre 1923 – Des Plaines, 5 settembre 2015), è stato un cestista statunitense.

## Carriera
Ha militato in NBA nei Providence Steamrollers. In precedenza aveva giocato nella Marquette University e nei Great Lakes della United States Navy.